# Формула Жюрена
Формула Жюрена (формула Борелли — Жюрена) — формула, определяющая высоту поднятия жидкости в капиллярах. Названа в честь Дж. Жюрена (традиционная русская передача фамилии, англ. Jurin) и Дж. Борелли, которые экспериментально установили некоторые закономерности капиллярного поднятия соответственно в 1717 и 1670 гг.
Формула имеет следующий вид:
где:

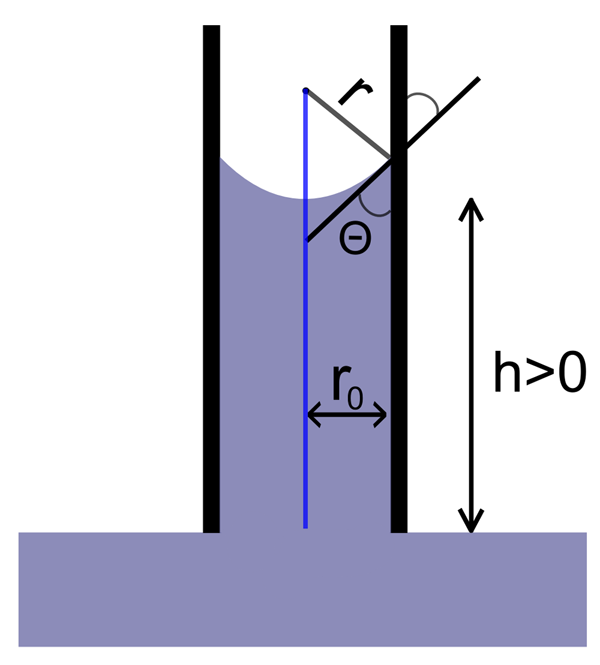

- {\displaystyle \sigma } — коэффициент поверхностного натяжения жидкости,
- {\displaystyle h} — высота поднятия столба жидкости,
- {\displaystyle \theta } — угол смачивания жидкостью стенки капилляра,
- {\displaystyle g} — ускорение свободного падения,
- {\displaystyle \rho } — плотность жидкости,
- {\displaystyle \rho _{0}} — плотность газовой фазы над жидкостью,
- {\displaystyle r_{0}} — радиус капилляра.

Формула получена в предположении о том, что поверхность мениска является сферой, и применима в случае, если высота поднятия (опускания) жидкости {\displaystyle h} много больше радиуса капилляра {\displaystyle r_{0}}.
Чем меньше радиус капилляра r0, тем на большую высоту поднимается в ней жидкость. Высота поднятия столба жидкости растет также с увеличением коэффициента поверхностного натяжения жидкости.
При отсутствии смачивания {\displaystyle \theta >90^{\circ },\cos \theta <0}, и уровень жидкости в капилляре опускается на величину h. При полном смачивании {\displaystyle \theta =0,\cos \theta =1}, и радиус мениска равен радиусу капилляра.